# حنا (گیاه)
حَنا (نام علمی: Lawsonia inermis) یکی از گیاهان باارزش سرده حنا (Lawsonia) است که از نظر صنعت رنگ‌آمیزی اهمیت زیادی دارد. این گیاه به صورت درختچه‌ای است که بومی آفریقای شمالی، آسیای جنوبی و غربی، و شمال استرالیا است.
نام حنا همچنین برای جوهر تهیه شده از گیاه به کار می‌رود که برای حنا گذاشتن، نقش انداختن بر بدن و خالکوبی موقت، و مراسم حنابندان استفاده می‌شود.
حنا به عنوان ماده‌ای آرایشی در مصر باستان، بخش‌هایی از آفریقای شمالی، آفریقای غربی، شاخ آفریقا، شبه جزیره عربستان، خاور نزدیک، شبه‌قاره هند و آسیای جنوبی استفاده می‌شده است. همچنین بین زنان شبه‌جزیره ایبری و اروپای قرن ۱۹ رایج بود.
رنگ حنا که برای رنگ آمیزی پوست ، مو و ناخن ها و همچنین پارچه هایی از جمله ابریشم ، پشم و چرم استفاده می شود. خواص دارویی برای درمان سنگهای کلیوی ، زردی ، ترمیم زخم ؛ جلوگیری از التهاب پوست. پوست به طور سنتی در درمان زردی و بزرگ شدن طحال ، حساب کلیه ، جذام و بیماری های پوستی لجباز استفاده می شود. نام این گونه به نام پزشک اسکاتلندی ایزاک لاوسون ، دوست خوب لینه است.
ایرانیان ویژگی‌های جادویی حنا را در پزشکی و درمان بیماری‌های پوستی از دیرباز می‌شناخته‌اند. به همین شوند حنا جایگاهی بسیار ویژه در گسترش کشاورزی، بازرگانی، صادرات و تولید کار در ایران داشته است. برای آسیاب کردن برگ‌های حنا آسیاب‌های بسیاری ساخته می‌شد که با آب کار می‌کردند ولی رفته‌رفته که کشتزارها و باغ‌های حنا با فراورده‌های دیگر جایگزین شد همه آسیاب‌ها، صنایع رنگرزی و بازرگانی در پیوند با صنعت حنا نیز رفته‌رفته ناپدید شد. ماده‌ای در برگ حنا است که نه‌تنها ویژگی رنگی بلکه اثر ضدباکتریایی و ضدقارچی نیز دارد. حنا در بسیاری از جاهای ایران به‌ویژه در جنوب و جنوب خاوری کشور در بلوچستان و کرمان کشت می‌شود و از کیفیت بالایی برخوردارند. در این میان حنای شهداد کرمان از دیگر فراورده‌های موجود دیگرگون است و به حنای آتشین نامور است.

## نگارخانه

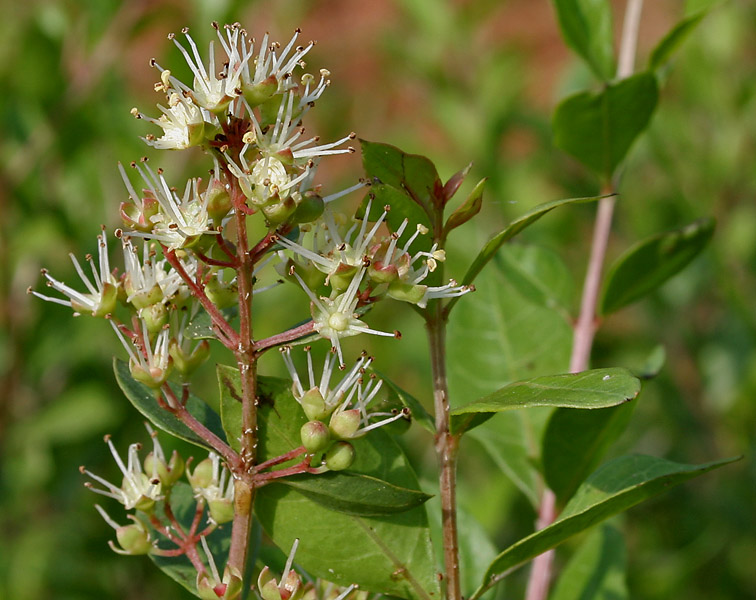
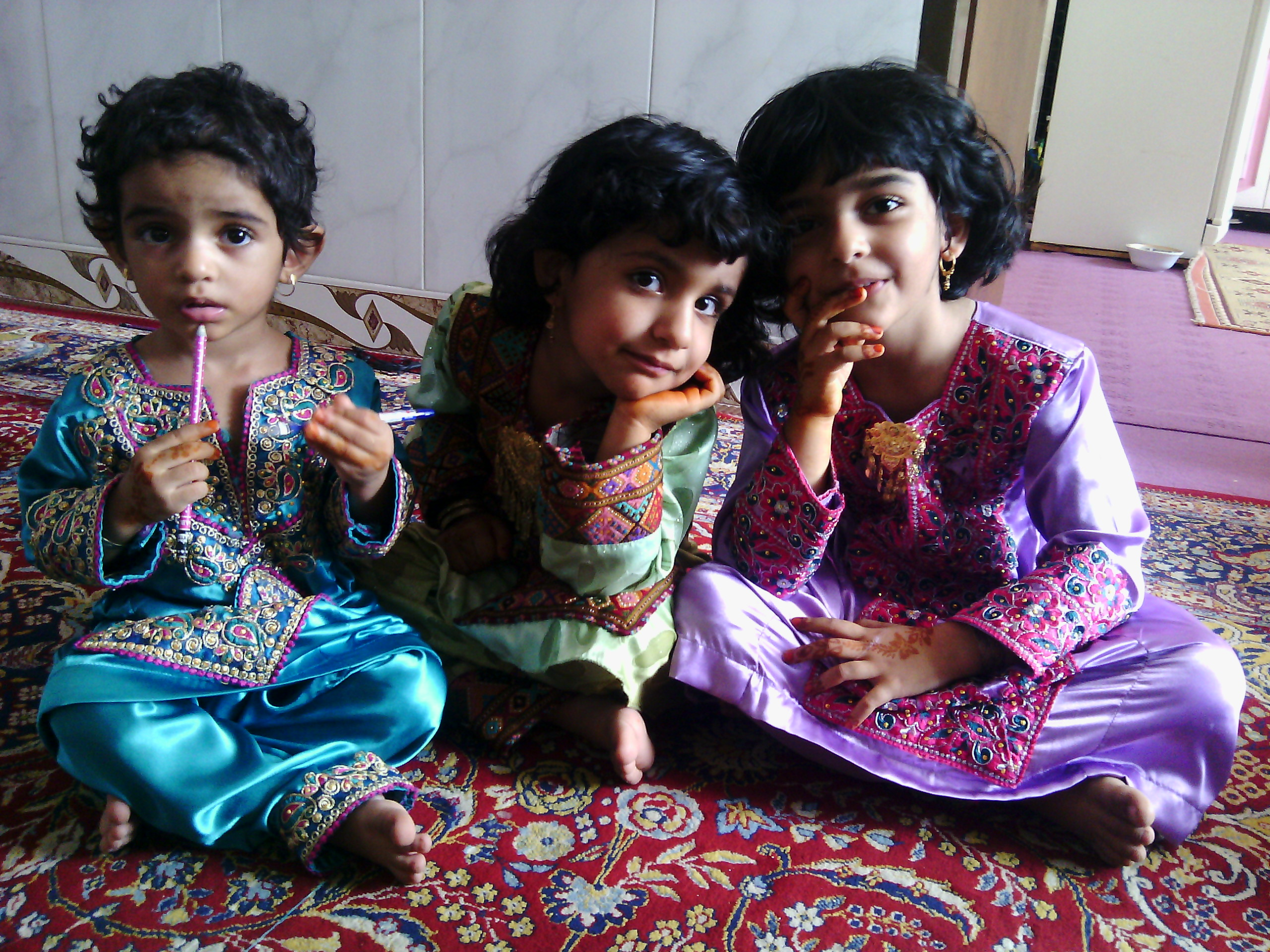
کودکان بلوچ با آرایش حنا بر روی دستان
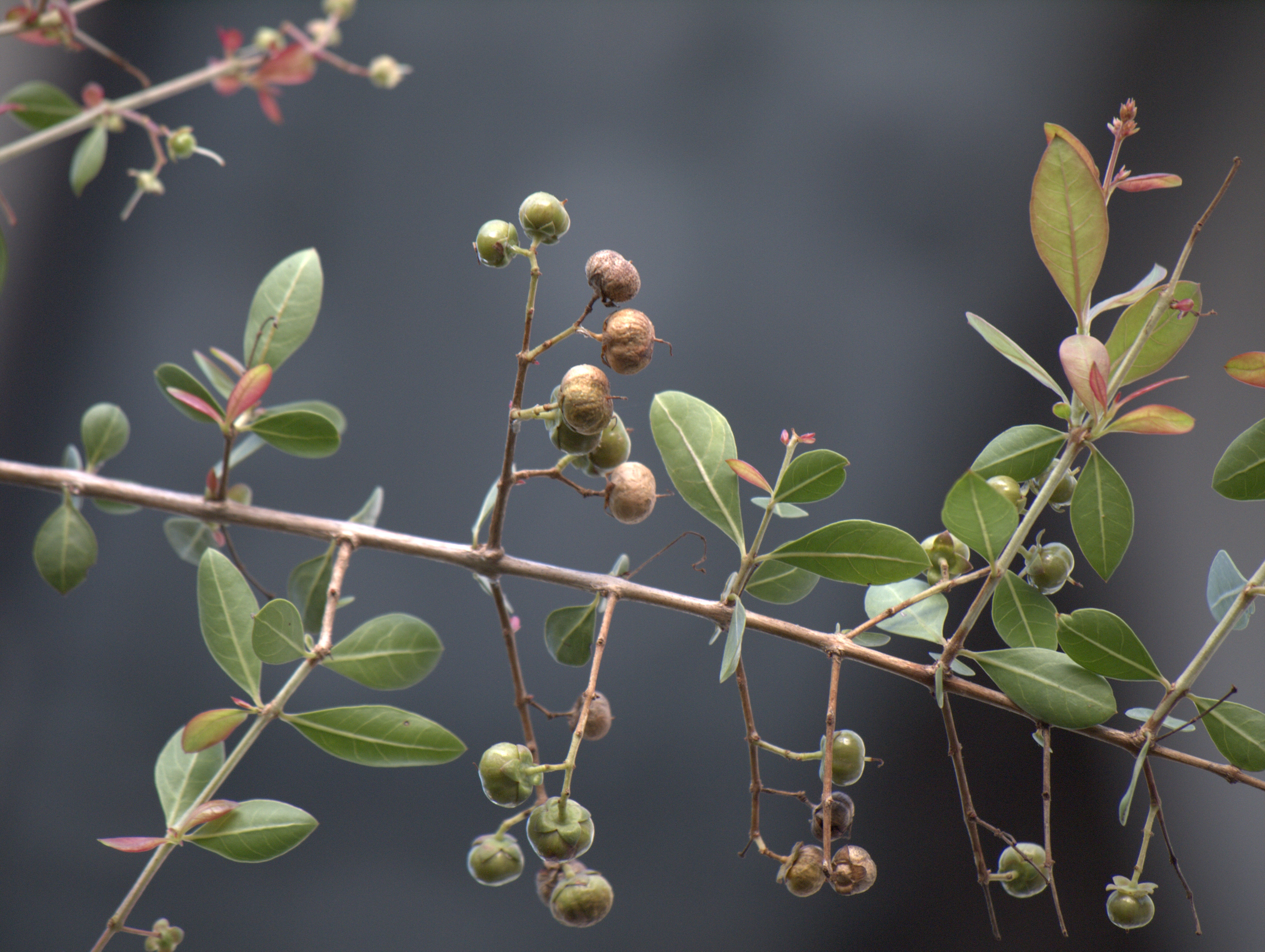